# Coppa dei Campioni araba per club
La Coppa dei Campioni araba per club (in arabo دوري أبطال العرب‎?, in inglese Arab Club Champions Cup, in francese Ligue des Champions Arabe) è una competizione calcistica per squadre di club del mondo arabo, ispirata alla UEFA Champions League.
Nella sua formula odierna la Coppa dei Campioni araba per club inizia a marzo con un turno preliminare e due turni di qualificazione. Le sei squadre che superano quest'ultima fase accedono a quella a gruppi, unendosi ad altre dieci già qualificate. Le sedici formazioni si suddividono dunque in quattro gironi composti da quattro contendenti ciascuno, affrontandosi in partite di andata. Le otto classificate al primo ed al secondo posto nei gironi vengono ammesse alla fase ad eliminazione diretta, che culmina con la finale in gara unica.
Tra gli anni 1990 e l'inizio degli anni 2000, la compagine vincitrice del torneo acquisiva il diritto a disputare l'incontro valido per l'assegnazione della Supercoppa araba, contro la vincitrice della Coppa delle Coppe araba.
Nel corso degli anni le compagini saudite hanno accumulato il maggior numero di vittorie, nove; tuttavia le due società più titolate, con tre titoli ciascuna, sono gli iracheni dell'Al-Rasheed ed i tunisini dell'Espérance. La competizione vanta un totale di venti club vincitori, otto dei quali plurimi: oltre ai due citati, anche Al-Ettifaq, Al-Hilal, Al-Shabab, ES Sétif, Sfaxien e Raja Casablanca, tutte con due successi.

## Storia
L'Union of Arab Football Associations (UAFA) decise di creare una competizione per i campioni dei paesi arabi al termine della stagione 1979-1980. I campioni nazionali dei paesi membri dell'UAFA furono invitati a partecipare, ma dopo diversi ritiri, solo tre squadre, provenienti da Iraq, Libano e Giordania, presero parte al torneo. La competizione iniziò il 19 giugno 1981 con i campioni libanesi del Nejmeh che sconfissero i campioni giordani dell'Al-Ahli Amman per 2-1. Jamal Al-Khatib del Nejmeh segnò il primo gol nella storia della Coppa dei Campioni Arabi per Club. La finale inaugurale si disputò a febbraio 1982 tra il Nejmeh e la squadra irachena dell'Al-Shorta, con questi ultimi che si aggiudicarono il titolo vincendo complessivamente per 4-2 le due sfide giocate allo Stadio Al-Shaab di Baghdad, diventando i primi campioni del mondo arabo.
Il torneo non fu disputato l'anno successivo, ma tornò nel 1984 con un formato a girone unico, e l'Al-Ettifaq divenne la prima squadra saudita a vincere il titolo. Con l'aumentare del numero di partecipanti, l'UAFA introdusse turni preliminari di qualificazione prima del torneo finale, per poi cambiare il formato nel 1987 introducendo una fase a gironi seguita da una ad eliminazione diretta. Sempre nel 1987, fu permesso a ogni nazione di iscrivere più di una squadra, ed infatti in quella edizione parteciparono due club sauditi (Al-Ittihad e Al-Hilal) e due iracheni (Al-Rasheed e Al-Jaish). In questi anni, l'Al-Rasheed dominò la competizione, diventando la prima squadra a vincere tre titoli consecutivi (1985, 1986 e 1987), mentre l'Al-Ettifaq riconquistò il titolo nel 1988. Dal 1981 al 1988, nessuna squadra della Confédération Africaine de Football (CAF) riuscì a vincere il torneo, con tutti i campioni provenienti dalla Asian Football Confederation (AFC).
Nel 1989, una squadra africana vinse per la prima volta il titolo: il Wydad Casablanca del Marocco sconfisse in finale l'Al-Hilal dell'Arabia Saudita. Nello stesso anno, l'UAFA istituì una nuova competizione annuale parallela alla Coppa dei Campioni Arabi per Club: la Coppa delle Coppe araba, riservata alle squadre vincitrici delle coppe nazionali dei paesi arabi. Nel 1992, fu introdotta la Supercoppa araba, una competizione annuale a girone unico tra i vincitori e i secondi classificati della Coppa dei Campioni e della Coppa delle Coppe. Tra il 1989 e il 2001, ci furono sei vincitori della CAF e cinque dell'AFC. Quattro di questi vincitori provenivano dall'Arabia Saudita, mentre squadre come l'Espérance de Tunis (Tunisia), l'Al-Ahly (Egitto), il WA Tlemcen (Algeria) e l'Al-Sadd (Qatar) vinsero il loro primo titolo rispettivamente nel 1993, 1995, 1998 e 2001.
Nel 2002, l'UAFA prese una decisione che cambiò il panorama del calcio per club arabo. Con l'aumentare degli impegni durante la stagione per le squadre arabe, si decise di unificare la Coppa delle Coppe e la Supercoppa con la Coppa dei Campioni per creare il Campionato Arabo Unificato per Club, che sarebbe diventato l'unico torneo UAFA per club. Sotto questa denominazione, si disputarono due edizioni, vinte dall'Al-Ahli (Arabia Saudita) nel 2002 e dallo Zamalek (Egitto) nel 2003. Dopo l'edizione del 2003, il torneo fu sponsorizzato dall'
ART e rinominato Arab Champions League, con un nome simile a quello di altri prestigiosi tornei per club come la UEFA Champions League, la CAF Champions League, l'AFC Champions League e l'OFC Champions League. Il Club Sfaxien (Tunisia) vinse la prima edizione della nuova era.
Dalla stagione 2004-05 in poi, l'UAFA reintrodusse le finali su doppia gara, assenti dalla prima edizione del torneo. Dopo le vittorie dell'Al-Ittihad Club (Arabia Saudita) e del Raja Casablanca (Marocco), l'ES Sétif (Algeria) divenne la prima squadra a vincere consecutivamente nella nuova era, conquistando i titoli 2006-07 e 2007-08. Dopo l'edizione 2008-09, vinta dall'Espérance de Tunis, l'UAFA affrontò problemi organizzativi legati alla ricerca di un nuovo sponsor per il torneo, causando una pausa di quattro anni. La competizione riprese nel 2012-13 con il nome di UAFA Club Cup, e l'USM Alger (Algeria) vinse il titolo. Tuttavia, nuovi problemi causarono un'altra pausa di quattro anni.

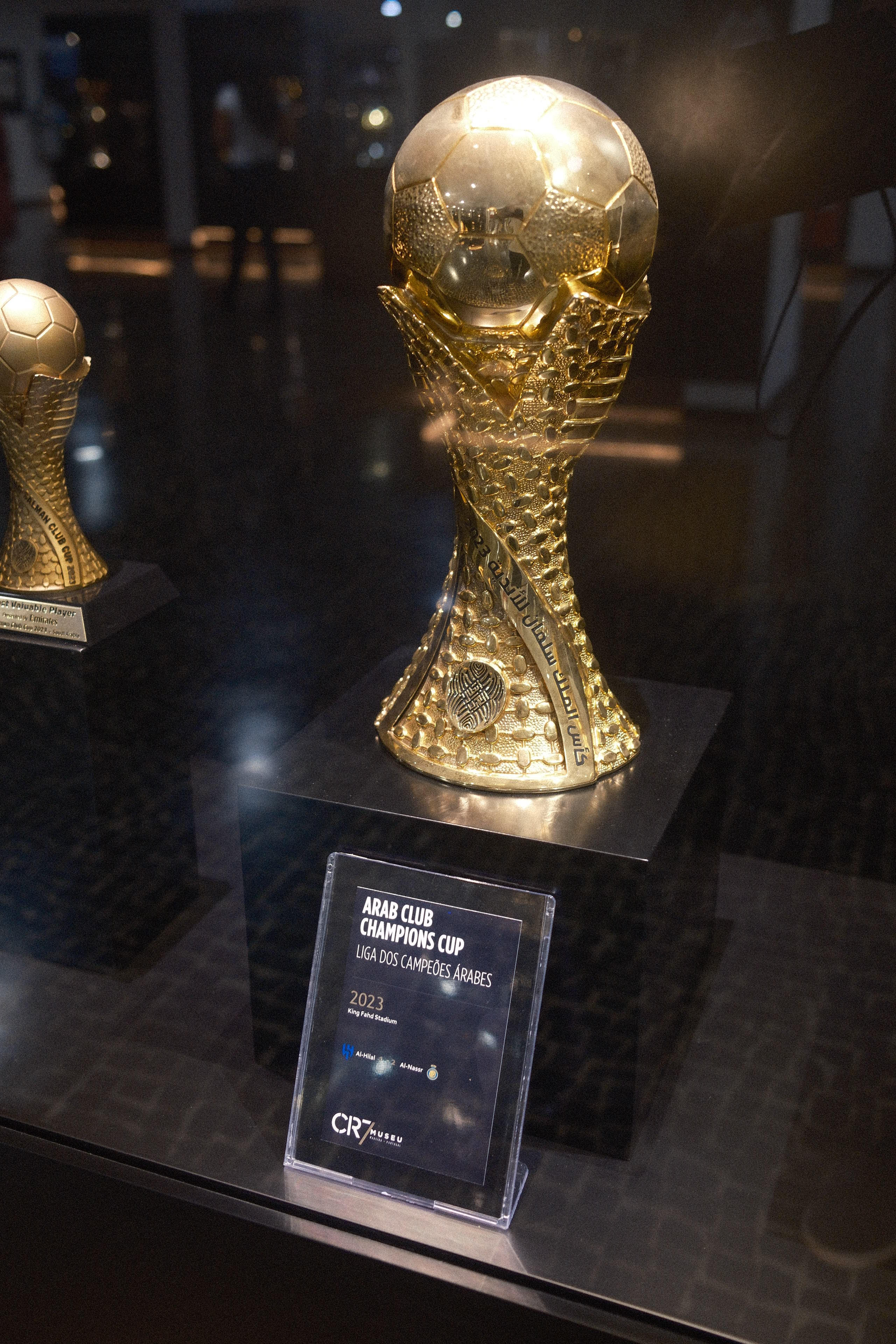
Il Trofeo assegnato nell'edizione 2023.

Nel 2017, il torneo fu rilanciato con il nome di Campionato Arabo per Club e vide la partecipazione di 20 squadre. L'Espérance de Tunis si aggiudicò il titolo, diventando il club più vincente nella storia della competizione. Per la stagione 2018-19, il numero di partecipanti raddoppiò a 40, e il torneo fu rinominato Arab Club Champions Cup, con un formato modificato. L'edizione 2023 attirò l'attenzione dei media internazionali grazie alla presenza di giocatori di alto profilo come Cristiano Ronaldo, Karim Benzema e N'Golo Kanté, trasferitisi nei club della Saudi Pro League. Dei tredici campioni incoronati dal 2002 al 2023, dieci provenivano dall'Africa e solo tre dall'Asia.

## Marchio

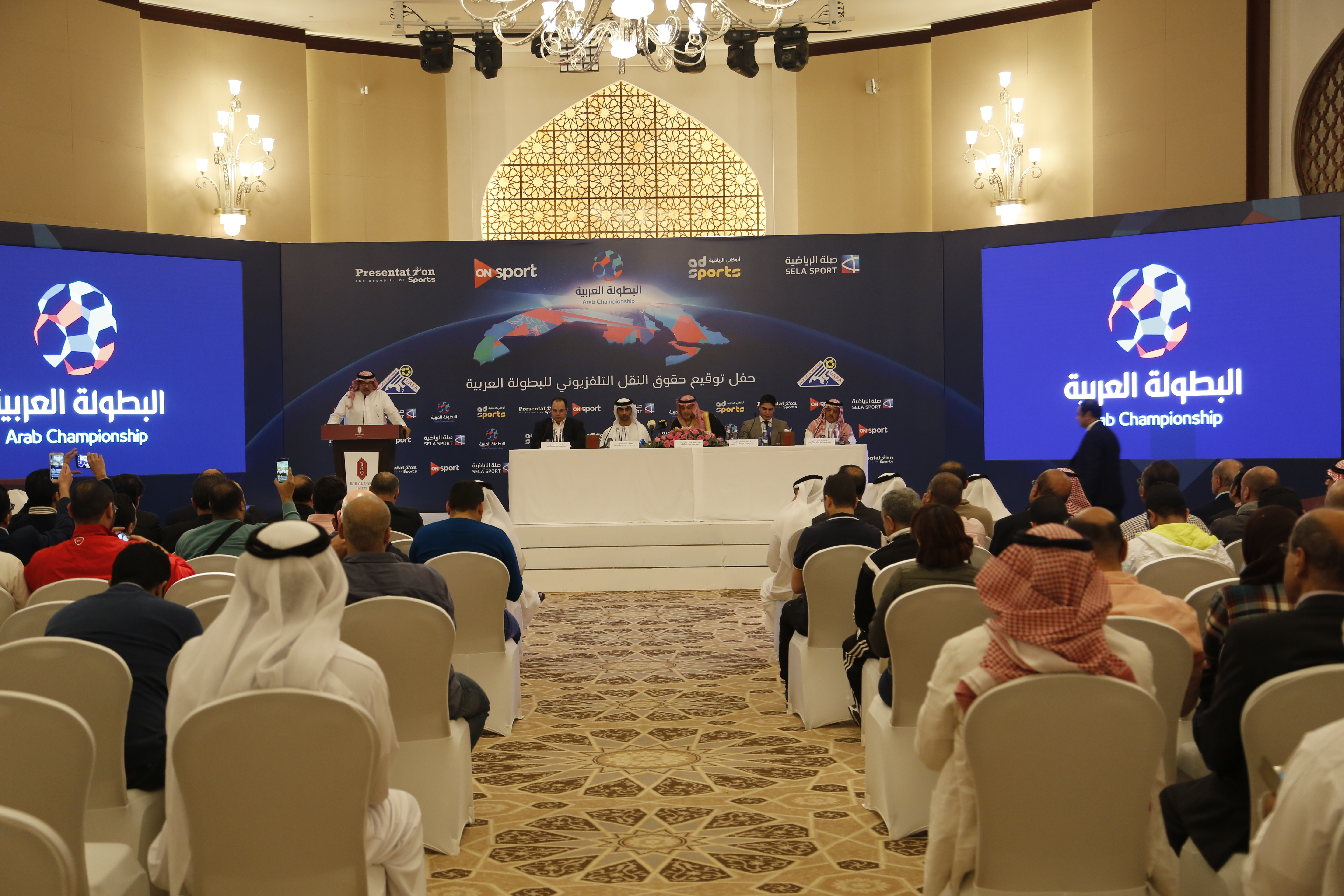
La cerimonia di firma per i diritti di trasmissione televisiva dell’edizione del 2017.

A partire dalla stagione 2018-19, la competizione ha assunto il nome di Arab Club Champions Cup, mentre ogni edizione del torneo porta anche un nome speciale, legato alla nazione ospitante del torneo o alla sede della finale. La finale del 2019 si è disputata negli Emirati Arabi Uniti, perciò l’edizione 2018-19 è stata denominata Zayed Champions Cup in occasione del centenario della nascita dello sceicco Zayed bin Sultan Al Nahyan, fondatore degli Emirati Arabi Uniti. La finale del 2020 è stata ospitata in Marocco, e quindi l’edizione 2019-20 ha preso il nome di Mohammed VI Champions Cup, in onore di Mohammed VI del Marocco. L’edizione 2023 del torneo si è tenuta in Arabia Saudita a partire dalla fase a gironi, ed è stata quindi intitolata King Salman Club Cup, in omaggio a Salman dell'Arabia Saudita.
Il logo dell’Arab Club Champions Cup è costituito da un cerchio bianco con contorno grigio, decorato con motivi nei colori blu navy, rosso, viola e verde. Al centro si trova un diamante blu scuro che riporta la scritta Arab Champions in arabo. Sotto il logo figurano i nomi della competizione in arabo e in inglese. Il logo viene leggermente adattato per ogni edizione del torneo per riflettere il nome e la nazione ospitante di quella specifica edizione.

## Trofeo
L'attuale trofeo della competizione, utilizzato dalla edizione 2023, simile nelle fattezze al trofeo Coppa del Mondo FIFA, è realizzato in bronzo e placcato con oro puro da 24 carati, ha un peso di 6,1 kg ed un'altezza di 39,5 cm; visivamente si presenta come una coppa sormontata da un pallone da calcio dorato e con la parte inferiore adornata dal logo della competizione.

## Albo d'oro e statistiche
Coppa dei Campioni araba per club
- 1982:   Al-Shorta (1)
- 1984:   Al-Ettifaq (1)
- 1985:   Al-Rasheed (1)
- 1986:   Al-Rasheed (2)
- 1987:   Al-Rasheed (3)
- 1988:   Al-Ettifaq (2)
- 1989:   Wydad Casablanca (1)
- 1992:   Al-Shabab (1)
- 1993:   Espérance (1)
- 1994:   Al-Hilal (1)
- 1995:   Al-Hilal (2)
- 1996:   Al-Ahly (1)
- 1997:   Club Africain (1)
- 1998:   WA Tlemcen (1)
- 1999:   Al-Shabab (2)
- 2000:   Sfaxien (1)
- 2001:   Al-Sadd (1)

Torneo del Principe Fayṣal bin Fahd Āl Saʿūd per club arabi
- 2002:   Al-Ahli (1)
- 2003:   Zamalek (1)

Champions League araba
- 2003-2004:   Sfaxien (2)
- 2004-2005:   Al-Ittihad (1)
- 2005-2006:   Raja Casablanca (1)
- 2006-2007:   ES Sétif (1)
- 2007-2008:   ES Sétif (2)
- 2008-2009:   Espérance (2)

Coppa UAFA per club
- 2012-2013:   USM Alger (1)

Campionato arabo per club
- 2017:   Espérance (3)

Coppa dei Campioni araba per club
- 2018-2019:   Étoile du Sahel (1)
- 2019-2020:   Raja Casablanca (2)
- 2023:   Al-Nassr (1)

### Vittorie per federazione
| Nazione        | Finali vinte | Finali perse | Finali totali |
| -------------- | ------------ | ------------ | ------------- |
| Algeria        | 4            | 2            | 6             |
| Arabia Saudita | 9            | 7            | 16            |
| Bahrein        | 0            | 1            | 1             |
| Egitto         | 2            | 3            | 5             |
| Giordania      | 0            | 2            | 2             |
| Kuwait         | 0            | 2            | 2             |
| Iraq           | 4            | 2            | 6             |
| Libano         | 0            | 1            | 1             |
| Marocco        | 3            | 4            | 7             |
| Qatar          | 1            | 1            | 2             |
| Tunisia        | 7            | 5            | 12            |

### Vittorie per continente
| Continente | Vittorie | Secondi posti |
| ---------- | -------- | ------------- |
| Africa     | 16       | 14            |
| Asia       | 14       | 16            |